# Gmina Torsås

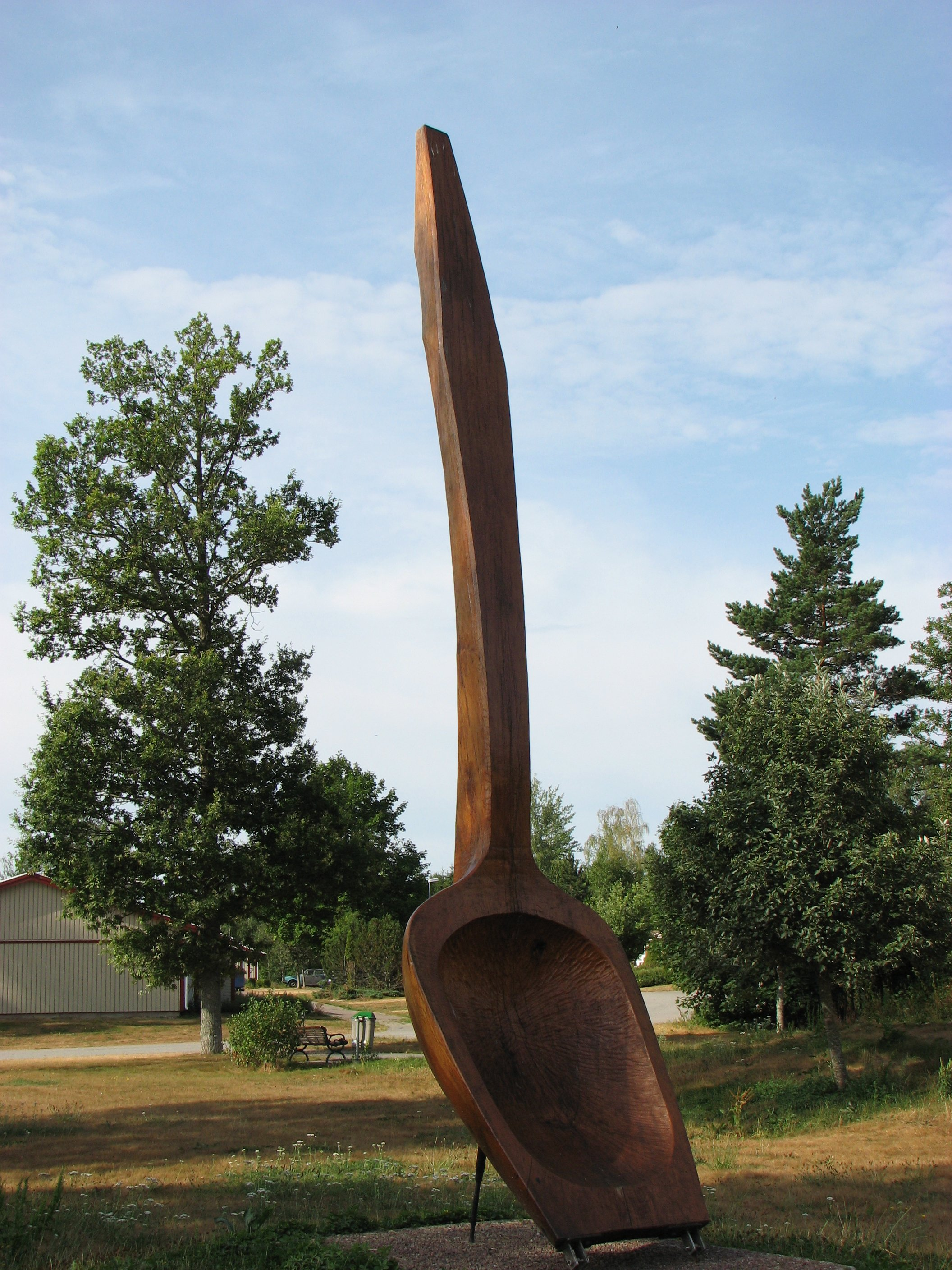
Największa na świecie drewniana chochla, znajdująca się w Gullabo na terenie gminy

Gmina Torsås (szw. Torsås kommun) – gmina w Szwecji, w regionie Kalmar. Siedzibą jej władz jest Torsås.
Pod względem zaludnienia Torsås jest 251. gminą w Szwecji. Zamieszkuje ją 7263 osób, z czego 48,99% to kobiety (3558) i 51,01% to mężczyźni (3705). W gminie zameldowanych jest 173 cudzoziemców. Na każdy kilometr kwadratowy przypada 15,49 mieszkańca. Pod względem wielkości gmina zajmuje 180. miejsce.

## Historia gminy
Historia parafii Torsås rozpoczyna się w roku 1870, kiedy na terenie Gullabo powstały pierwsze zabudowania. W roku 1916 powstała pierwsza w parafii, w Torsås, miejska społeczność. Następnie w roku 1921 takie społeczności powstały w Bergkvarze i w Söderåkra. W roku 1952 po reformie miejskiej w Szwecji doszło do połączenia Gullabo z Torsås. W 1955 dołączyła się do społeczności Bergkvara, a w roku 1971 Söderåkra wchodziła już w skład gminy.

## Herb miejski
Blazonowanie: tarcza złożona z kolorów czerwieni i żółci, a na niej stojący, czerwony młot Thora na żółtym tle. Herb ten został zarejestrowany w urzędzie patentowym w roku 1974.

## Obszary miejskie
- Bergkvara
- Brömsebro (część)
- Gullabo
- Söderåkra
- Torsås